# ジョージ・ガードナー (植物学者)
ジョージ・ガードナー(George Gardner、1812年5月10日 - 1849年3月10日）はイギリスの博物学者である。セイロンのペラデニヤ植物園などで働いた。

## 略歴
父親はアーデンティニーでダンモアの伯爵の庭師や、アードロッサンでエグリントン伯爵の庭師を務めた。1822年に両親はグラスゴーに移り、ジョージ・ガードナーはグラスゴーの高校で学んだ後、アンダーソニアン大学（Andersonian university of Glasgow、現在のストラスクライド大学）で医学を学び、外科医となった。
1836年に、グラスゴー大学の植物学教授、ウィリアム・ジャクソン・フッカーに勧められて、"Musci Britannici, or Pocket Herbarium of British Mosses"（「イギリスのコケ類」）を執筆した。植物学の仕事は、ベッドフォード公爵に認められて、公爵がパトロンとなって、1836年にリオデジャネイロに旅し、植物、鉱物、貝類や貝の化石、鳥や動物の剥製など、ブラジル北部の博物標本を収集した。ブラジルには1836年から1841年の間、滞在し、集められた植物などはイギリスの公共の植物園や個人に送られた。1842年にロンドン・リンネ協会の会員に選ばれた。
1943年にセイロンの植民地政府からセイロンのペラデニヤ植物園の監督者に任じられた。セイロンでブラジルでの記録を執筆し、1946年に"Travels in the Interior of Brazil, principally through the Northern Provinces and the Gold Districts, during the years 1836–41"としてロンドンで出版された。セイロンの植物史 "Flora Zeylanica"の執筆のために多くの標本を集めたが、1849年に早逝したため、出版されることはなかった。